# Eilema nigripoda
Eilema nigripoda är en fjärilsart som beskrevs av Bremer och William Grey 1852. Eilema nigripoda ingår i släktet Eilema och familjen björnspinnare. Inga underarter finns listade i Catalogue of Life.